# Samantha James (cantante)
La cantante estadounidense Samantha James ha pasado los últimos años perfeccionando sus notables habilidades como compositora y cantante dentro del género dance/electrónica/soul. Su estilo cálido, cadencias vocales, y ritmos internacionales han sido influenciados en gran parte por artistas tales como Sade, Basia, Amel Larrieux, Bebel Gilberto y Morcheeba.
En su álbum debut "Rise" (2007), bajo el sello Om Records, Samantha se asoció con el productor y coescritor Sebastian Arocha Morton-AKA ROCAsound (Sting, Vikter Duplaix, Fischerspooner, Fila Brazilia y Rick James del final clásico de la famosa película Little Miss Sunshine.)
Nacida en Topanga Canyon, Los Ángeles, donde ella reside actualmente, James es nieta del destacado compositor David Rose.

## Discografía
- Rise  (2007)

1. Rise
2. Enchanted Life
3. Breathe You In
4. Angel Love
5. Come Through
6. Living Without You
7. I Found You - Celso Fonseca, Samantha James
8. Deep Surprise
9. Send It Out to the Universe
10. Rain
11. Right Now

- Subconscious  (2010)